# بروموکروزول بنفش
بروموکروزول بنفش (به انگلیسی: Bromocresol purple) یک ترکیب شیمیایی با شناسه پاب‌کم ۸۲۷۳ است. شکل ظاهری این ترکیب، پودر بنفش است.